# Fosgenita
La fosgenita es un mineral de la clase de los minerales carbonatos y nitratos. Fue descubierta en 1841 cerca de Otavi en la región Oshikoto (Namibia), siendo nombrada así por ser un mineral que contenía fosgeno -oxicloruro de carbono-. Sinónimos poco usados son: cromfordita o galenoceratita.

## Características químicas
Es un carbonato con aniones adicionales de cloruro y el catión de plomo. Se altera con facilidad a cerusita, hasta ser reemplazado a veces por este mineral.

## Formación y yacimientos
Es un mineral de aparición muy rara, típicamente formado por alteración de la galena en las zonas de oxidación de yacimientos del plomo hidrotermales, o también mediante la reacción del agua marina con otros minerales del plomo.
Suele encontrarse asociado a otros minerales como: cerusita, anglesita, matlockita o laurionita.

## Usos
Contiene plomo que es tóxico, por lo que debe manipularse con precaución, lavándose las manos y evitando ingerirlo o inhalar el polvo.